# Камілло Лауренті
Камілло Лауренті (італ. Camillo Laurenti; 20 листопада 1861, Монте-Порціо-Катоне — 6 вересня 1938, Рим) — італійський католицький священник, високий чиновник Римської курії, кардинал.

## Життєпис
Закінчив Almo Collegio Capranica в Римі, а також Ateneum «De Propaganda Fide» (доктор філософії та теології). Висвячений на священика 7 червня 1884 року в Римі. Працював у Священній Конгрегації пропаганди віри, де в 1887 році став першим мінутантом. Приватний камергерський надбумарарій з 1889 року. У 1892–1908 роках був професором філософії в Ateneum «De Propaganda Fide». З 1908 р. був заступником секретаріату в Конгрегації сприяння вірі. Домашній прелат Його Святості з червня 1909 року. У 1911 році став секретарем конгрегації, в якій працював. Був консультантом у конгрегаціях Священного Управління та Східних Церков.
У консисторії з червня 1921 року креований кардинальним дияконом в храмі Santa Maria della Scala. Брав участь у конклаві 1922 року. З 5 липня 1922 р. був префектом Священної Конгрегації Згромаджень. Був папським легатом Євхаристійних Конгресів у Сассарі та Сорі та Конгресу Христа Царя в Мілані в 1926 році. У грудні 1928 р. став префектом Священної Конгрегації обрядів, а 12 березня 1929 р. префектом тієї ж дикастерії. У 1935 році його діаконія була зведена pro illa vice до рангу пресвітерської церкви, а сам Лауренті був відтоді кардиналом-пресвітером. Ніколи не був висвячений на єпископа. Поховано його в сімейній гробниці на кладовищі Кампо Верано.